# Confederatie van de XIX kantons
De Confederatie van de XIX kantons was tussen 1803 en 1815 het door Frankrijk gecontroleerde Zwitserse protectoraat dat door Napoleon Bonaparte werd ingevoerd na de afschaffing van de in 1798 door de Fransen ingevoerde Helvetische Republiek. Na het verdrijven van de Fransen en het Congres van Wenen werd deze Confederatie in 1815 de Confederatie van de XXII kantons.
Op 30 september 1802 besefte Napoleon Bonaparte dat de unitaire Helvetische Republiek, die op dat moment vijf jaar bestond, niet houdbaar was en dat hij een nieuw statuut voor Zwitserland moest uitwerken. Dit nieuwe statuut was de Confederatie van de XIX kantons, die werd vastgelegd in de Mediationsakte (grondwet) van 19 februari 1803. Daarbij werden nogmaals de grenzen van de Zwitserse kantons gewijzigd. In feite bleef de Confederatie van de XIX kantons onder Franse controle.
Het kanton Wallis werd kortstondig een onafhankelijke republiek onder de naam Rhodaanse Republiek, maar werd in 1810 geannexeerd door het Eerste Franse Keizerrijk, als onderdeel van het departement Simplon. Hetzelfde gebeurde met Genève, dat werd geannexeerd als het departement Léman, en met het vorstendom Neuchâtel. Na het Congres van Wenen in 1815 zou de Confederatie van de XXII kantons deze drie kantons opnieuw toegewezen krijgen.
Naar Franse opvatting was deze periode een periode van stabiliteit en vrede voor de Zwitsers, niettegenstaande dat hun economie leed onder het Continentaal stelsel en de mobilisatie ten dienste van het Franse Grande Armée.